# DATA08W
DATA08W（でーたぜろはちダブリュー）は、（華為技術日本を輸入元とし）ファーウエイ・テクノロジーズによって開発された、auブランドを展開するKDDI、および沖縄セルラー電話によるモバイルWi-Fiルーター型としては初の第3.9世代移動通信システム、モバイルWiMAXおよびCDMA 1X WINのデュアルモード通信 (+WiMAX) に対応したデータ通信端末である。製造型番は、HWD08（えいちだぶりゅーでぃー ぜろはち）。

## 概要
CDMAモード利用時は、L800MHz帯（旧800MHz帯、CDMA Band-Class 3）とWIN HIGH SPEEDには非対応。モバイルWiMAXモード利用時は、2011年12月28日に開始した、モバイルWiMAXにおける64QAMによる上り最大15.4Mbpsの通信に対応。
また2月下旬にはUQコミュニケーションズからも発売予定となっており、au向けとの違いはディスプレイ側のロゴ表記がないことと画面表示が「au by KDDI」ではなく、「UQ」となる。UQ側のサービスブランドも「+au」となる。
2013年3月19日にオンラインアップデートが開始された。WiMAX通信時にデータ通信不可となる場合がある事象が改善される。

## 歴史
- 2011年（平成23年）9月26日 - KDDI、および華為技術より公式発表。
- 2011年12月1日 - 全国にて一斉発売。
- 2012年（平成24年）1月30日 - UQコミュニケーションズより公式発表。
- 2012年2月下旬 - UQコミュニケーションズからも発売。
- 2012年3月 - KDDI/沖縄セルラー電話向け端末用として、ドッキングステーション機能搭載のクレードルを発売。[2]